# كوس (أداة)
الكُوس من الأدوات المكتبية المستعملة في الهندسة الوصفية، وهي مسطرة في هيئة مثلث قائم الزاوية، وتستعمل لرسم المتوازيات. يعد من أبسط شكل من أشكال مجموعة المربعات هو قطعة الكوس المثلثة من البلاستيك الشفاف (أو من الخشب المصقول سابقًا) مع إزالة المركز. الأكثر شيوعًا أن مربع المجموعة يحمل علامات المسطرة والمنقلة نصف الدائرة. عادة ما تكون الحواف الخارجية مشطوفة. تأتي مربعات المجموعة هذه في شكلين عاديين، كلاهما مثلثين قائم الزاوية: أحدهما بزوايا 90-45-45 درجة، والآخر بزاوية 30-60-90 درجة. سيؤدي الجمع بين الشكلين عن طريق وضع الوتر معًا إلى إنتاج زاويتين 15 درجة و 75 درجة. غالبًا ما يتم شراؤها في عبوات بها منقلات وبوصلة.

أقل شيوعًا هو مجموعة المجموعة القابلة للتعديل. هنا، يتم قطع جسم الكائن إلى نصفين وإعادة ربطه بمفصلة مميزة بالزوايا. سينتج عن الضبط على الزاوية المحددة أي زاوية مطلوبة بحد أقصى 180 درجة.